# Евгений (Казанцев)
Архиепископ Евгений (в миру Андрей Евфимович Казанцев; 30 июня 1778, село Беляницыно, Юрьевский уезд, Владимирская губерния — 27 июля 1871) — епископ Русской православной церкви, архиепископ Ярославский и Ростовский (1837—1853), архиепископ Рязанский (1831—1837), архиепископ Тобольский и Сибирский (1825—1831), архиепископ Псковский (1822—1825), епископ Курский и Белгородский (1818—1822).

## Биография
Родился 30 июня 1778 году в селе Беляницыне, Владимирской губернии в семье священника.
В 1791 году поступил в Троицкую семинарию.
В 1800 году по окончании духовной школы определён учителем грамматики Вифанской семинарии, а с 1803 года — учителем риторики и библиотекарем.
В этот период времени перед ним встал вопрос о выборе дальнейшего пути. Одни предлагали ему замечательную светскую карьеру, другие выгодную женитьбу, а митр. Платон (Левшин) убеждал принять монашество. Андрей принял совет митрополита и 16 декабря 1804 года в Троице-Сергиевой Лавре он (Андрей) был пострижен в монашество с именем Евгения; 25 декабря митрополит Платон рукоположил его во иеродиакона, а 6 января 1806 года — во иеромонаха. Евгений продолжал с любовью трудиться в Вифанской семинарии в должности преподавателя философии и префекта семинарии. Он зарекомендовал себя наставником внимательным, откровенным, не терпящим доносов и наушничества. Его боялись, но и любили.
Жизнь и деятельность Евгения в Вифании проходила под руководством митр. Платона, который уважал и любил его как сына и такое отношение к нему сохранил до конца жизни.
В 1809 году Евгений был назначен инспектором Санкт-Петербургской духовной академии и профессором философских наук. В Петербурге его посетила мать, которую он очень любил и говорил о ней с большой теплотой.
В 1810 году, по ходатайству митрополита Платона, Евгений назначен ректором Троицкой семинарии; 5 июля того же года возведён во игумена Угрешского монастыря, а 6 августа — во архимандрита Дмитровского Борисоглебского.
С 19 августа 1811 года — архимандрит Можайского Лужецкого монастыря.
В 1814 году Евгений был назначен ректором Московской семинарии, профессором богословия и архимандритом Московского Заиконоспасского монастыря.
30 июля 1817 года Евгений переведён в Московский Донской монастырь с увольнением от должности ректора семинарии и профессора богословия.
В это же время назначен членом Московской Синодальной конторы.

### Курский епископ
14 июля 1818 года архимандрит Евгений в Успенском соборе был хиротонисан во епископа Курского и Белгородского. Хиротонию совершали Московский архиепископ Августин (Виноградский) совместно с митрополитом Ионою (Грузинским) и архиепископами Пафнутием и Досифеем.
Прибыв в свою епархию, Евгений энергично принялся за дело. В это время в Белгороде было создано отделение Библейского общества. Евгений поддержал это начинание и был активным участником в деятельности этого общества.
Большое внимание обратил преосвящ. Евгений на образование духовенства, на благоустройство духовной семинарии. При назначении на места он всегда предпочитал учёных.
Почти каждое богослужение (а они были очень частые) епископ Евгений сопровождал проповедью.
Преосвященный часто приглашал к себе для беседы наставников и начальников и подолгу беседовал с ними, поучал их и одновременно знакомился с нравственными особенностями своих подчинённых. Последние проникались к нему доверием и любовью и в любое время шли к нему со своими нуждами и вопросами. Во всех местах его служения при первом знакомстве считали строгим и жестоким. Это объясняется тем, что он отличался излишней горячностью и вспыльчивостью. Но его вспыльчивость через несколько минут утихала, и он всегда удовлетворял приходящего, если только мог удовлетворить без нарушения правды. Таким образом, возникавшее первоначально о нём отрицательное мнение с течением времени менялось на обратное.
Преосвященный Евгений уделял большое внимание личному обозрению епархии и знакомству с паствой. Не было ни одной сельской церкви, которую бы он лично не посетил.

### Архиепископ Псковский

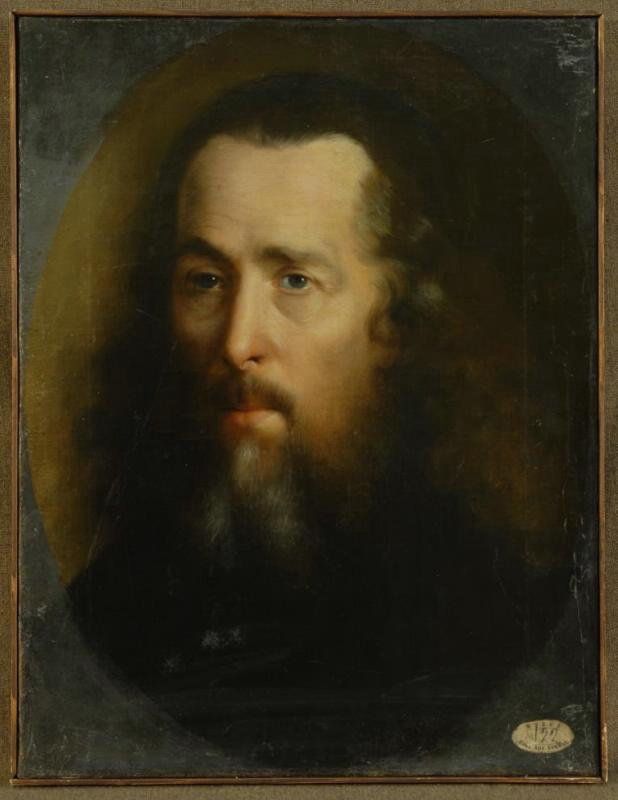
Портрет архиепископа Евгения (Казанцева), XIX в.

19 февраля 1822 года епископ Евгений был возведён в сан архиепископа и назначен на Псковскую кафедру.
Ознакомившись с состоянием дел в Пскове, он в следующем же году предпринял поездку по епархии.
Здесь, как в Белгороде, преосвященный заботился о благоустройстве семинарии. Он добился значительной суммы и расширил помещение семинарии.
По-прежнему почти при каждом богослужении говорил поучения. Более 100 поучений, записанных собственноручно, он оставил семинарской библиотеке.
Преосвящ. Евгений очень любил петь. Хотя голос у него был слабый, не хоровой, но приятный, и он часто пел один, когда служил всенощную в домовой церкви.
Псковской епархией он управлял около 4-х лет.

### Тобольский архиепископ
30 сентября 1825 года, по личному прошению, архиепископ Евгений был назначен на Тобольскую кафедру. Прошение преосвященного о переводе в далёкую Сибирь вызвано тем, что ему (Евгению) было подряд три сновидения, в которых сначала его мать, затем отец и, наконец, митрополит Платон настойчиво указывали ему о необходимости просить перемещения в другую епархию, а митрополит Платон указал именно Тобольскую.
В Тобольск он прибыл 30 декабря на закате солнца, а 1 января 1826 года служил первую литургию и произнёс слово на новый год.
Затем занялся общим обзором состояния епархиальных дел. Его поразил беспорядок, существовавший в консистории. До 2000 писем лежало нераспечатанных.
Преосвященный настойчиво взялся за наведение порядка и добился успеха.
Затем занялся благоустройством семинарии. Так как образованного духовенства не хватало, то семинария стала предметом особой заботы преосвящ. Евгения.
В Тобольской епархии проживало много инородцев. Это вызывало большое беспокойство у преосвящ. Евгения. Он выразил Св. Синоду своё желание лично заняться миссионерской деятельностью, а именно: на 5-6 лет хотел оставить епархию и поселиться среди неправославных племён остяков, вогуличей и др., изучить их язык и подготовить из их среды пастырей. Синод отклонил его желание. Однако, Евгений добился учреждения миссии в своей епархии.
В Тобольске он восстановил и освятил кафедральный собор.
В 1828 году преосвящ. Евгений, по предписанию Св. Синода, обозревал свою епархию. В два приёма он побывал во всех отдалённых уголках её (епархии), кроме Березовского края. Путешествие было очень продолжительное. Первое продолжалось с 18 мая по 7 июля. За это время он проехал около 2000 вёрст. Второе — с 1 августа по 1 октября — около 4000 вёрст.
Во избежание нареканий преосвященный приказал всё возможное для питания свиты взять с собой, а приношения от жителей принимать только за деньги. Он даже отказывался от званных обедов, чтобы не быть никому и ничем обязанным.
В этом путешествии преосвящ. Евгений, по его выражению, «работал без отдыху, до упаду, но приехал здоров».
В следующем 1829 году архипастырь завершал обозрение епархии посещением Березовского края. Это путешествие оказалось наиболее опасным. Совершалось оно по воде, и однажды путешественники едва не погибли от сильной бури. Только усердная молитва преосвящ. Евгения спасла их. В другой раз преосвященный идя берегом реки чуть не попал в капкан для оленя. Уже в 5-6 шагах от капкана его остановил один из иноверцев. Об этом случае преосвященный вспоминал всегда.
Результаты обзора епархии Евгений подробно изложил Св. Синоду.
Он очень болезновал об отсталости новокрещённых своей епархии и был несказанно рад приезду первого представителя миссии архим. Макария. Архипастырь радовался всему, что способствовало утверждению христианской веры.

### Рязанский архиепископ
1 августа 1831 года архиепископ Евгений переведён на Рязанскую кафедру. Направление деятельности преосвященного в Рязани было тоже, что и в Тобольске. В этот период он был членом комиссии по обследованию чудес от гроба святителя Митрофана Воронежского.
Но здоровье преосвященного было уже значительно подорвано, особенно плохо было со зрением. Поэтому он не раз уже в неофициальных письмах заговаривал о покое. По этому вопросу он вёл переписку с Московским митр. Филаретом, советы и наставления которого очень ценил. Митр. Филарет, в свою очередь, со вниманием относился к архиеп. Евгению, искал с ним встречи и приглашал его в Москву на консультацию к своему врачу. Евгений не решался ехать. Однако ехать ему пришлось совершенно неожиданно.

### Ярославская кафедра
8 мая 1837 года последовал перевод его на Ярославскую кафедру. Переезд в Ярославскую епархию совершался через Москву. Сразу же по приезде в Москву архиеп. Евгений отправился к митр. Филарету. С большой радостью встретились два святителя и несколько дней провели во взаимно полезных беседах. И в дальнейшем они поддерживали между собою постоянную связь путём переписки. Митрополит Филарет своими советами и наставлениями помогал Евгению перенести те искушения, которые встретили его в Ростовской епархии.
Несмотря на значительную потерю зрения, преосвящ. Евгений не оставлял епархиальных дел. Он обозревал епархию, вёл борьбу с раскольниками, посещал семинарские экзамены и совершал церковные торжества.
В 1849 году, чувствуя всеобщее изнеможение сил, он подал в Синод прошение об увольнении на покой, на которое не получил никакого ответа. Он написал вторично, но вместо удовлетворения просьбы получил награду. Это и радовало его и огорчало тем, что не хотят уважить его просьбы.
В 1853 году он снова, но уже более решительно попросился на покой. Синод согласился.

### На покое
16 декабря 1853 года архиепископ Евгений был уволен на покой в Московский Донской монастырь по его желанию.

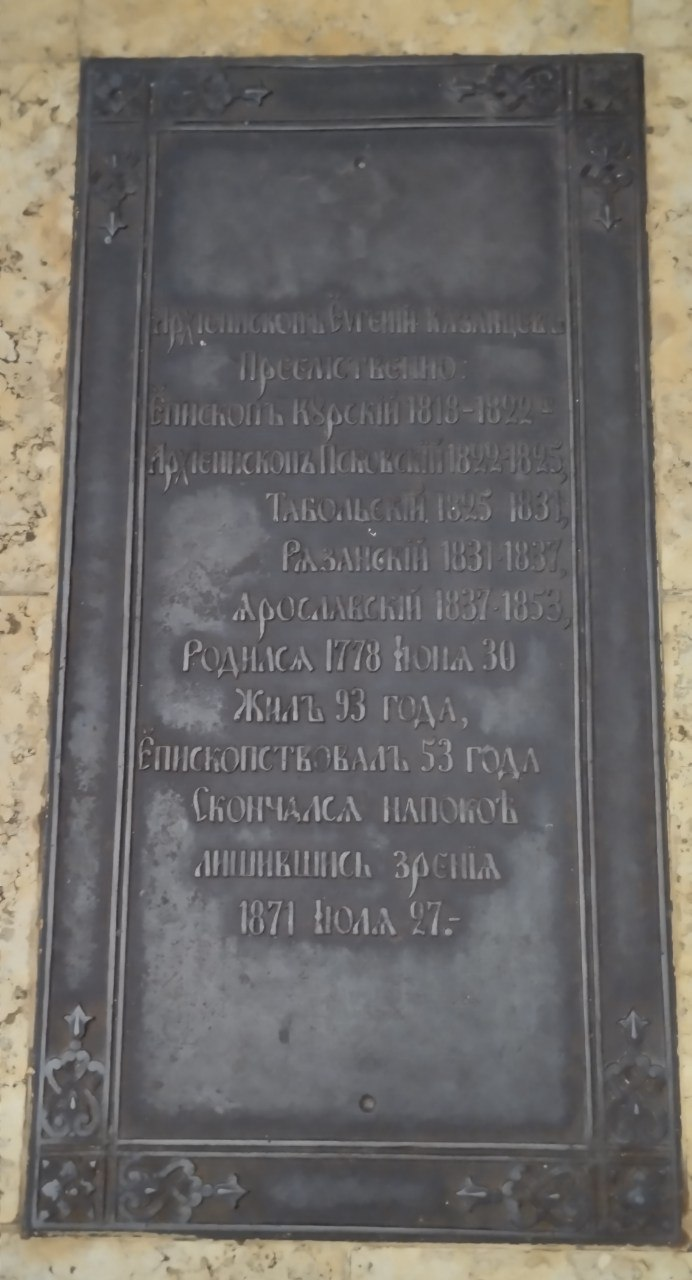
Место погребения архиепископа Евгения (Казанцева)

Долго убеждали и просили его принять на себя управление монастырём. Старец отказывался. И лишь только убеждения митрополита Московского Филарета и Св. Синода заставили его согласиться. Причём он желал было отказаться от всех доходов, причитавшихся ему по праву настоятеля. Однако митр. Филарет убедил его не делать этого. Преосвященный согласился, но все средства направил на благоустройство монастыря.
В монастыре он также неутомимо трудился, но большую часть времени уделял молитве и уединению.
В 1858 году преосвященный совершенно ослеп, но не поддался унынию. В течение 10 лет он никогда ни одним словом не выразил не только жалобы, но и скуки.
В 1868 году ему исполнилось 90 лет от рождения и 50 лет служения в архиерейском сане. В день своего Ангела (30 июня) он совершал последнее богослужение вместе со святителями Иннокентием и Петром. После этого преосвященный Евгений уже не служил.
27 июля 1871 года он скончался. Погребён в церкви Донской иконы Божией Матери.

## Награды
- Орден Святой Анны 2-й степени[1]
- Орден Святой Анны 1-й степени (23 июня 1823)[2]
- Орден Святого Владимира 2-й степени (5 января 1829)[3]
- Орден Святого Александра Невского (21 апреля 1835); алмазные знаки к ордену (14 апреля 1845)[4]

## Труды
- Духовное завещание.
- Письма архиеп. Евгения к архиеп. Гавриилу (Городкову).
- Письма архиеп. Евгения к архиеп. Кириллу (Богословскому-Платонову).
- Приветственные стихи архиеп. Евгения митр. Платону.
- Слово и речи при погребении митр. Платона.
- Речь при открытии Перервинской семинарии.
- Наставление новопостриженному монаху.
- Письма к одному родственнику.

Все труды напечатаны в Биографическом очерке, составленном прот. Благовещенским. М., 1875 г.